# Tomgångshandling
Tomgångshandling menar inom etologi en form av stereotypt beteende. Tomgångshandlingar är inte samma sak som stereotypier. Det är när ett djur utför en instinktshandling, utan att det först sker en nyckelretning. Individen utvecklar då upprepande av ett visst beteende. Vanligen återfinns detta beteende hos djur som lever i fångenskap, men även hos djur i det vilda. Tomgånghandlingar hos djur kan vara tecken på vantrivsel, understimulans och ohälsa.
Djur behöver utföra somliga aktiviteter, och med dessa även bestämda beteenden, inom vissa intervaller. I inhägnader på djurparker får djuren ofta inte utlopp för sina naturliga beteenden, t.ex. jaktbeteendet. Då individen inte får möjlighet att uppvisa vissa artkaraktäristiska beteenden ökar benägenheten för att utföra beteendet oavsett.
Motivationen för att bete sig på ett visst sätt byggs upp med tiden och ökar gradvis. Ju längre sedan det var individen utförde ett naturligt beteende, desto svagare stimuli erfordras således för att utlösa det. Djurets inre tryck ökar och slutligen flödar det över och beteendet utförs i tomma intet, utan yttre retning.  Individerna uppvisar då istället något som kallas för ett avvikande beteende. Innebörden av detta är att upprepa samma rörelsemönster om och om igen, trots att det saknar funktion. En tomgångshandling kan därmed vara att röra sig i cirklar, vagga från sida till sida  och liknande beteenden.
Om man iakttar en flugsnappare i ett träd under tillräckligt lång tid uppfattas att den alltemellanåt flyger från trädets gren för att fånga insekter. Dröjer det innan en insekt visar sig, kan flugsnapparen utföra denna rörelse för att infånga föda, trots att insekter saknas i området. Att individen utför denna fångströrelse, trots att denne inte vinner något på det, beror på jaktinstinkten. Motivationen för att fånga ett bytesdjur och skaffa föda blir för stor för flugsnapparen att hantera, och istället utförs en tomgångshandling.